# Único (álbum de Gui Rebustini)
Único é o álbum de estreia do cantor e compositor brasileiro Gui Rebustini, lançado pela Sony Music Brasil, em 1 de outubro de 2012. O álbum conta com versões de canções do cantor estadunidense de música cristã Chris Tomlin.

## Lista de faixas
| N.º | Título                                                                                  | Compositor(es)                                       | Duração |  |
| 1.  | "Nosso Deus (Our God)"                                                                  | Jonas Myrin, Matt Redman, Jesse Reeves, Chris Tomlin | 4:54    |  |
| 2.  | "Escrito na Glória"                                                                     |                                                      | 4:34    |  |
| 3.  | "Aviva-nos (Awakening)"                                                                 | Morgan, Tomlin                                       | 5:53    |  |
| 4.  | "És Meu Rei"                                                                            |                                                      | 6:09    |  |
| 5.  | "Sou um Altar" (Ao Vivo na Bíblica da Paz) (participação de André Valadão)              |                                                      | 6:26    |  |
| 6.  | "Sem o Teu Amor"                                                                        |                                                      | 4:00    |  |
| 7.  | "Correrei"                                                                              |                                                      | 4:26    |  |
| 8.  | "Novo Lar"                                                                              |                                                      | 5:10    |  |
| 9.  | "Pela Fé"                                                                               |                                                      | 4:25    |  |
| 10. | "Amor da Minha Vida"                                                                    |                                                      | 4:30    |  |
| 11. | "Só em Ti Confiarei"                                                                    |                                                      | 4:20    |  |
| 12. | "Final Feliz"                                                                           |                                                      | 4:22    |  |
| 13. | "Sou um Altar" (Ao Vivo na Bíblica da Paz) (participação de André Valadão) (Radio Edit) |                                                      | 4:23    |  |

## Paradas
| Parada (2014) | Melhor posição |
| ------------- | -------------- |
| Brasil (ABPD) | 50             |